# 静一帝姫
静一帝姫（せいいつていき、1016年？ - ？）は、北宋の真宗の長女。仁宗の同母妹。恵国公主（けいこくこうしゅ）とも。

## 経歴
崇陽県君李氏（のちの宸妃。第1子として趙禎（仁宗）を産んだが、章献皇后の子とされた）の娘として生まれた。公主を生んだ功績により、大中祥符9年（1016年）2月に李氏は才人に昇進した。
夭折し、元符3年（1100年）3月、徽宗から恵国大長公主の位を追贈された。それ以前については冊封や贈号の記録がない。政和4年（1114年）12月、静一大長帝姫の位を再追贈された。

## 伝記資料
- 『宋史』
- 『宋会要輯稿』